# گورمیت سینگ
گورمیت سینگ (انگلیسی: Gurmeet Singh؛ زادهٔ ۳ دسامبر ۱۹۹۹) بازیکن فوتبال اهل هند است.
وی همچنین در تیم‌های ملی فوتبال زیر ۲۳ سال هند و هند بازی کرده‌است.